# Vrlo zapetljana priča
Vrlo zapetljana priča (engl.: Tangled) američki je animirani film animacijskog studija Walt Disney iz 2010. godine te ukupno 50. Disneyjev klasik koji je djelomično baziran na nekoj bajci braće Grimm, u ovom slučaju to je Matovilka.

## Glasovi
| Uloge           | Originalna verzija | Hrvatska verzija                       |
| --------------- | ------------------ | -------------------------------------- |
| Zlatokosa       | Mandy Moore        | Mirela Videk Franka Batelić (pjeva)    |
| mlada Zlatokosa | Delaney Rose Stein | Laura Samardžija                       |
| Flin Fakin      | Zachary Levi       | Zoran Pribičević Domagoj Pavin (pjeva) |
| majka Gothel    | Donna Murphy       | Ivana Bakarić                          |
| braća Buzdovan  | Ron Perlman        | Slavko Juraga                          |
| vođa stražara   | M. C. Gainey       | Aleksandar Cvjetković                  |
| Loveroln        | Jeffrey Tambor     | Dražen Bratulić                        |
| lopov s kukom   | Brad Garrett       | Robert Ugrina                          |
| lopov pijanac   | Paul F. Tompkins   | Mladen Vasary                          |
| Vladimir        | Richard Kiel       | Zvonimir Zoričić                       |

## Hrvatska verzija
Tehnička obrada hrvatske verzije
| Redateljica i prijevod                 | Pavlica Bajsić                              |
| Glazbeni redatelj                      | Nikša Bratoš                                |
| Prepjev                                | Ivanka Aničić                               |
| Sinkronizacija i tonska obrada pjesama | Livada produkcija                           |
| Mix studio                             | Shepperton International                    |
| Kreativni supervizor                   | Aleksandra Sadowska                         |
| Proizvodnja                            | Disney Character Voices International, Inc. |

## Pjesme
| Originalni naslov Incantation Song When Will My Life Begin i When Will My Life Begin (Reprise) Mother Knows Best i Mother Knows Best (Reprise) I've Got a Dream I See the Light Something That I Want (odjavna pjesma) | Hrvatski naslov i izvođač Čarolija – Majka Gothel, mlada Zlatokosa i Zlatokosa Kada počinje život moj i Kada počinje život moj (Repriza) – Zlatokosa Mama zna sve i Mama zna sve (Repriza) – Majka Gothel Ja imam san – Lopov s kukom, Loveroln, Flin Fakin, Zlatokosa i zbor lopova* Sad kad ti si tu – Zlatokosa i Flin Fakin - |

* Vokali: Mustafa Softić, Dragan Brnas i Vladimir Pavelić

## Unutarnje poveznice
- Disneyjevi klasici

## Vanjske poveznice
- Vrlo zapetljana priča u internetskoj bazi filmova IMDb-a (engl.)
- Vrlo zapetljana priča na Rotten Tomatoes (engl.)
- Tangled na Box Office Mojo (engl.)
- Tangled  Arhivirana inačica izvorne stranice od 10. srpnja 2011. (Wayback Machine) na Walt Disney Animation Studios (engl.)